# 醉蝦
醉蝦，是一種用蝦製作的中國菜餚。

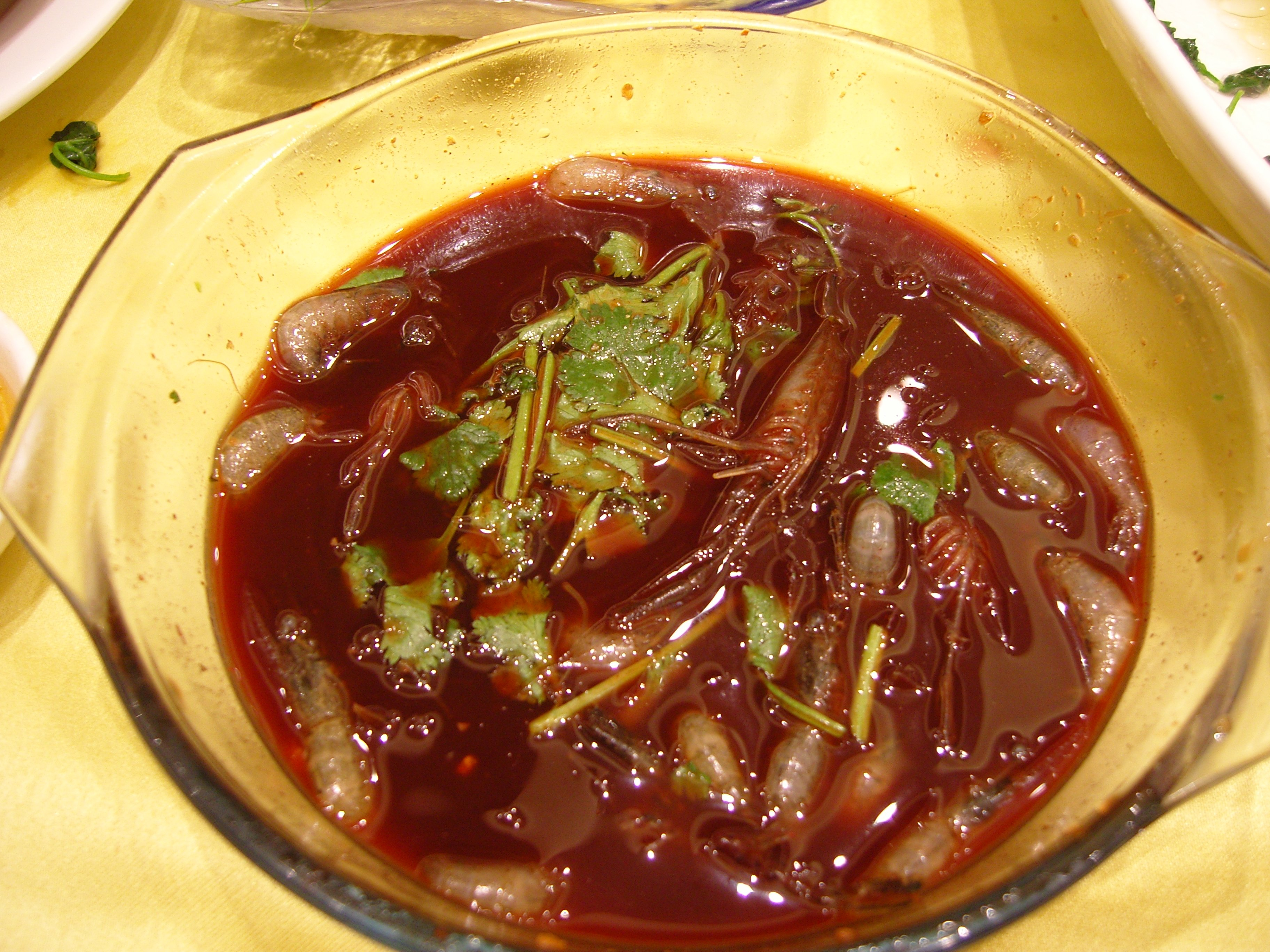
醉生虾

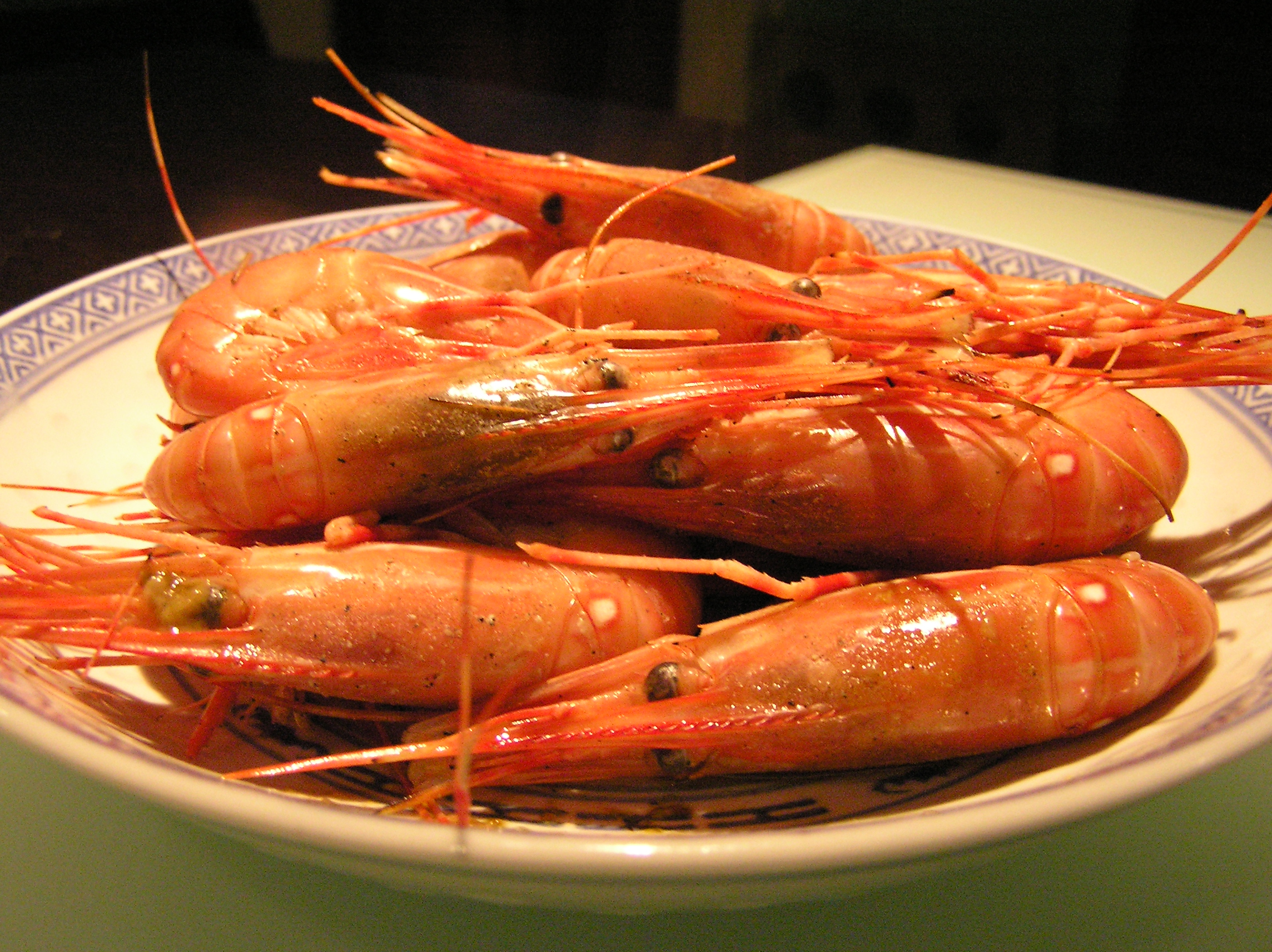
醉熟虾

這道菜不同地方做法不同，一般是把蝦浸漬於酒中，一些地方是生吃，一些則是煮熟後食用。由於活的淡水蝦可能有肺吸蟲寄生，可能對食用者是一個嚴重的健康危害。可以用深海里鲜活的虾来充当原料，先把活虾开背并且去除虾线，用调料加以腌制制作，冰箱冷藏后味道软糯鲜美。